# CF 안도리냐
CF 안도리냐(포르투갈어: Clube de Futebol Andorinha de Santo António)는 마데이라 제도 푼샬의 산투 안토니오를 연고로 하는 포르투갈의 축구 클럽이다.

## 선수 명단

### 현역
참고: FIFA 자격 규정에 따라 소속된 국가대표팀 국기를 표시합니다. 선수는 복수의 FIFA 비회원국 국적을 가지고 있을 수 있습니다.
| 번호 | 포지션 | 국적       | 이름                |
| ---- | ------ | ---------- | ------------------- |
| 15   | MF     | 베네수엘라 | 알레한드로 피게이라 |

| 번호 | 포지션 | 국적 | 이름 |
| ---- | ------ | ---- | ---- |